# Merom Golan
Merom Golan (hebrejsky מְרוֹם גּוֹלָן, doslova „Výšiny Golan“, v oficiálním přepisu do angličtiny Merom Golan) je izraelská osada a vesnice typu kibuc na Golanských výšinách v Oblastní radě Golan.

## Geografie
Vesnice se nachází v nadmořské výšce 990 metrů, cca 45 kilometrů severovýchodně od města Tiberias, cca 85 kilometrů severovýchodně od Haify a cca 157 kilometrů severovýchodně od centra Tel Avivu. Merom Golan leží na náhorní plošině v severní části Golanských výšin, na úbočí hory Har Bental (הר בנטל). Severně od vesnice se z náhorní planiny zvedá pahorek Har Bar'on.
Obec je situovaná jen cca 4 kilometry od nárazníkového pásma, které odděluje území pod kontrolou Izraele a Sýrie. Na dopravní síť Golanských výšin je obec napojena pomocí silnice číslo 98 (severojižní směr) a lokální silnice číslo 959, která vede na západ.

## Dějiny
Merom Golan leží na Golanských výšinách, které byly dobyty izraelskou armádou v roce 1967 a jsou od té doby cíleně osidlovány Izraelci. Tato osada byla založena jako vůbec první na Golanských výšinách, v červenci 1967.
Osadníci se nejprve nastěhovali do opuštěné základny syrské armády v lokalitě Aleika (עלייקה) jižně od opuštěného syrského města Kunajtra. Pak se přesunuli blíže k městu Kunajtra. K tomuto přesunu došlo v listopadu 1967. V této fázi se osada pracovně nazývala קיבוץ גולן - Kibuc Golan. V letech 1969-1973 byla tato provizorní osada opakovaně ostřelována syrskou armádou. V březnu 1972 se obyvatele přestěhovali do nynější lokality. Během Jomkipurské války byla vesnice dočasně obsazena syrskou armádou a poničena. Do samotné osady ale Syřané nepronikli.
Podle zprávy vypracované roku 1977 pro Senát Spojených států amerických byl počet obyvatel osady Merom Golan odhadován na 700. Obyvatelé byli stoupenci Izraelské strany práce. Celková plocha obce byla udávána na 4500 dunamů (4,5 kilometrů čtverečních). Merom Golan plní roli střediskové obce pro sekulární osady v severní části Golanských výšin. V obci funguje předškolní péče o děti a základní škola Avital (אביטל). Sídlí zde zdravotní středisko a zubní klinika. Dále je tu k dispozici ordinace zvěrolékaře, veřejná knihovna, nákupní středisko a sportovní komplex včetně plaveckého bazénu. Obyvatelé se zabývají zemědělstvím a pracují v turistickém ruchu.

## Demografie
Merom Golan je osadou se sekulárním obyvatelstvem. Jde o menší sídlo vesnického typu s dlouhodobě rostoucí populací. K 31. prosinci 2014 zde žilo 661 lidí. Během roku 2014 stoupla populace o 2,8 %.
| Rok            | 1983 | 1995 | 1999 | 2000 | 2001 | 2003 | 2004 | 2005 | 2006 | 2007 | 2008 | 2009 | 2010 | 2011 | 2012 | 2013 | 2014 |
| -------------- | ---- | ---- | ---- | ---- | ---- | ---- | ---- | ---- | ---- | ---- | ---- | ---- | ---- | ---- | ---- | ---- | ---- |
| Počet obyvatel | 429  | 356  | 361  | 384  | 365  | 353  | 411  | 469  | 495  | 497  | 519  | 585  | 598  | 630  | 642  | 643  | 661  |